# Włókniarz Zgierz (hokej na lodzie)
Włókniarz Zgierz – polski klub hokeja na lodzie z siedzibą w Zgierzu działający w latach 1946–1993. 

## Historia
Zespół działał jako sekcja klubu Włókniarz Zgierz. Największym osiągnięciem klubu były występy w I lidze w sezonach: 1960/1961 i 1968/1969. Ponadto zespół grał głównie w rozgrywkach II ligi oraz III ligi. W sezonach ligowych rywalizował z inną lokalną drużyną, Borutą Zgierz.

## Zawodnicy
W drużynie grało kilku hokeistów występujących w reprezentacji.
- Stanisław Olczyk – jeden z najlepszych obrońców w historii polskiego hokeja. Wychowanek i długoletni zawodnik Włókniarza Zgierz – grał w latach 1947–1953 i 1963–1971. W latach 1954–1963 reprezentował Legię Warszawa, z którą siedmiokrotnie zdobywał mistrzostwo Polski i dwukrotnie wicemistrzostwo. Na I i II-ligowych lodowiskach rozegrał ok. 600 spotkań. Znany z twardej i nieustępliwej gry. Dwukrotnie wystąpił na Igrzyskach Olimpijskich: w Cortina d' Ampezzo w 1956 oraz w Innsbrucku w 1964. Uczestniczył także w pięciu turniejach o mistrzostwo świata: 1955, 1958, 1959, 1961, 1963. W reprezentacji Polski rozegrał 83 mecze strzelając 5 bramek.
- Michał Antuszewicz – urodzony w Chinach zawodnik Włókniarza Zgierz (1949–1951) i Legii Warszawa (1951–1952). Mimo podeszłego wieku trafił do kadry narodowej i rozegrał 14 spotkań oraz pojechał na igrzyska olimpijskie w Oslo w 1952 roku. Obrońca niezwykle bojowy i ofiarny o niebywałej kondycji fizycznej i twardości w grze, mimo iż najczęściej grał bez ochraniaczy.

Oprócz nich w I lidze w barwach Włókniarza grali m.in.: Zaremba, Cz. Frączek, Gajdziński, Gołdyn, Hipszer, Krysiak, S. Lewandowski, Makowski, R. Lulaj, Wiaderewicz.

## Sezony
- 1959: II liga
- 1960: II liga – awans
- 1961: I liga – 5. miejsce (Grupa Północna), spadek
- 1962: II liga (Grupa Północna)
- 1963: II liga – 3. miejsce (Grupa Północna)
- 1966: II liga – 1. miejsce (Grupa Północna)
- 1967: II liga – 2. miejsce (Grupa Północna), 4. miejsce w turnieju finałowym
- 1968: II liga – 1. miejsce, awans
- 1969: I liga – 10. miejsce, spadek
- 1970: II liga
- 1973: II liga – 8. miejsce
- 1974: II liga – 5. miejsce (Grupa Północna)
- 1976: II liga – 6. miejsce (Grupa Północna)
- 1977: II liga – 4. miejsce (Grupa Północna)
- 1978: II liga – 3. miejsce (Grupa Północna)
- 1979: II liga – 9. miejsce, spadek
- 1980: III liga – 4. miejsce
- 1981: III liga – awans
- 1982: II liga – 4. miejsce (Grupa Północna)
- 1983: II liga – 3. miejsce (Grupa Północna)
- 1984: II liga – 4. miejsce (Grupa Południowa)
- 1985: II liga – 6. miejsce oraz 3. miejsce w Pucharze II ligi
- 1986: II liga – 3. miejsce (Grupa Północna)

Za www.hokej24.pl